# Endpoint Data Protection
Endpoint Data Protection ist eine gängige Maßnahme zum Überwachen und Kontrollieren von Datenübertragungen eines Netzwerkes nach innen und außen. Diese Maßnahme wird in Unternehmen und Behörden getroffen, um den ungewollten Datenabfluss zu verhindern und sich somit gegen Datenschutzverletzungen zu schützen.
Endpoint Data Protection wird meist organisatorisch und technisch im Bereich Data Leakage Prevention / Data Loss Prevention und Security Awareness umgesetzt. 

## Organisatorische Maßnahmen
- Aufklärung der Mitarbeiter vor Gefahren im Umgang mit sensiblen Daten
- Sensibilisierung der Mitarbeiter im Gebrauch von externen Datenträgern
- IT-Security-Aus- und Fortbildungsmaßnahmen der EDV-Administratoren
- Schulung der Mitarbeiter zur IT-Sicherheit

## Technische Maßnahmen
- Absicherung des Firmennetzwerkes durch Firewalls und Virenscanner
- Patchmanagement
- Applikationskontrolle zum Schutz von Installationen und Ausführungen unautorisierter Anwendungen
- Device Management (Schnittstellenkontrolle)
- Transparente Verschlüsselung externer Datenträger (z. B. USB-Verschlüsselung)
- Festplattenverschlüsselung (+PreBoot-Authentifikation)
- BSI-konforme Vernichtung sensibler Dateien
- Protokollierung von Datentransfer auf mobile Geräte

Aufgrund zahlreicher Vorfälle und Medienberichten zu Datendiebstählen und Verlusten von kritischen Kundendaten ist die Aufmerksamkeit und das Handlungsbewusstsein stark gestiegen. Daher werden häufiger Schulungen und Veranstaltungen im Bereich Endpoint Security/Endpoint Data Protection zu Trainingsmaßnahmen und Fortbildungen besucht. Bei den technischen Maßnahmen hat sich in den letzten Jahren ein breiter Markt an Lösungsherstellern entwickelt. Hierbei werden Produkte von einfachen Encryption Tools, USB-Blockern, Anwendungsfilter und Software zur Bekämpfung schädlicher Software bis zu umfangreichen Endpoint-Data-Protection-Programmpaketen angeboten.